# Richard Karelson (ur. 2002)
Richard Karelson (ur. 21 lutego 2002) – estoński zapaśnik walczący w stylu wolnym. 
Zajął 20. miejsce na mistrzostwach Europy w 2023. Drugi na ME U-23 w 2025. Trzeci na MŚ juniorów w 2022. Mistrz Europy juniorów w 2022. Trzeci na MŚ kadetów w 2019, a także na ME w 2018 i 2019 roku.